# Eustephia coccinea
Eustephia coccinea là một loài thực vật có hoa trong họ Amaryllidaceae. Loài này được Cav. mô tả khoa học đầu tiên năm 1795.

## Hình ảnh

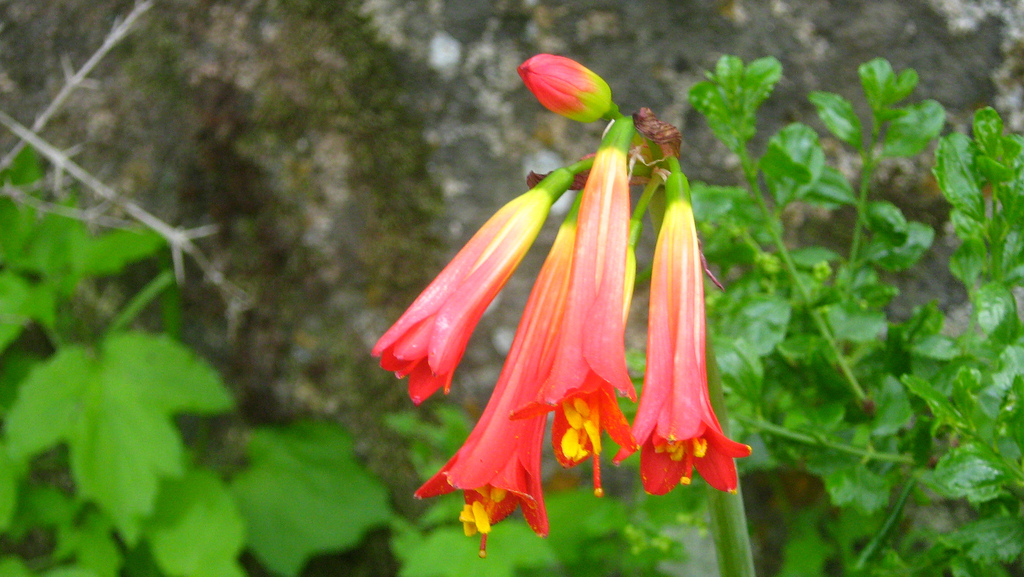